# Just Dance 2022
Just Dance 2022 es el decimotercer juego de la serie Just Dance, último en funcionar como juego individual, antecedido  por Just Dance 2021 y precedido por Just Dance 2023 Edition, desarrollado por Ubisoft. Se estrenó el 4 de noviembre de 2021. Fue anunciado oficialmente el 12 de junio de 2021 en la conferencia de prensa de Ubisoft en la E3 2021.
Es el segundo juego de Just Dance lanzado para las plataformas PlayStation 5 y Xbox Series X|S, también es el segundo que no está disponible para la Wii. Adicionalmente es el último en salir para Xbox One, PS4 y Stadia.

## Modo de juego
Como en las anteriores entregas, el jugador tiene que seguir al entrenador de la pantalla como si este fuera su reflejo en un espejo. Dependiendo del desempeño del jugador se irá marcando la puntuación con X, OK, GOOD, SUPER, PERFECT y YEAH (en el caso de los Gold Moves). En las versiones de Nintendo Switch, Xbox One y PlayStation 4 puedes usar Just Dance Controller en un teléfono inteligente como método alternativo para jugar y única en Google Stadia, PlayStation 5 y Xbox Series X|S, hasta 6 jugadores se pueden conectar a una misma consola.

## Desarrollo
El 12 de junio de 2021 fue anunciado oficialmente Just Dance 2022, en el E3 2021, en la conferencia de prensa de Ubisoft anunciado oficialmente las primeras 3 canciones entre ellas Nails Hair Hips Heels, Believer y Level Up
El 15 de junio de 2021 fueron anunciadas nuevas canciones durante el Nintendo Direct cuáles son: Run The World (Girls), Last Friday Night (T.G.I.F), Funk, China, Level Up y Believer.
El 9 de septiembre de 2021, con la salida de la temporada 4 del Just Dance Unlimited 2021, fue anunciada la canción Rock Your Body.
El 15 de septiembre de 2021, fueron anunciadas las canciones Chandelier, Buttons, Sua Cara y You Make Me Feel (Mighty Real).
El 22 de septiembre de 2021, fueron anunciadas las canciones Boombayah, Girl Like Me, Flash Pose, Chacarrón y Poster Girl.
El 29 de septiembre de 2021, fueron anunciadas las canciones Judas, Baianá, Smalltown Boy, Human y POP/STARS.
El 6 de octubre de 2021, fueron anunciadas las canciones I’m Outta Love, Freed from Desire y Think About Things.
El 7 de octubre de 2021, con la salida de la segunda parte de la temporada 4 de Just Dance 2021 Unlimited, fue anunciada la canción Levitating.
El 13 de octubre de 2021, fueron anunciadas las canciones Jopping, Boss Witch (canción de Doja Cat), Jerusalema, Black Mamba y You Can Dance.
El 20 de octubre fueron anunciadas las canciones, Mood, Nails, Hair, Hips, Heels (Just Dance Version) y Mr. Blue Sky, esta última canción estará con cover para el videojuego.
El 21 de octubre fue anunciada la canción Good 4 U.
El 23 de octubre del 2021, se anunciaron las canciones Stop Drop Roll, Love Story (Taylor's version), Build a B****, Happier Than Ever y Save Your Tears (Remix)
El 3 de noviembre de 2021, se anunció las últimas canciones siendo Don't Go Yet y My Way (de Domino Saints). Se revelan alternativas dentro del juego pero no anunciadas.

## Lista de Canciones
Just Dance 2022 se compone de los siguientes 41 sencillos musicales + 3 canciones exclusivas para Francia, Japón y Sudeste Asiático que fueron añadidas a Just Dance Unlimited para todo el mundo a posteriori.
| Canción                        | Artista                                           | Año         | Modo     | Dificultad | Intensidad | Bailarín(a/es/as) |
| ------------------------------ | ------------------------------------------------- | ----------- | -------- | ---------- | ---------- | ----------------- |
| À la Folie                     | Julien Granel & Lena Situations                   | 2021        | Solo     | Normal     | Moderada   | ♀                 |
| Baianá                         | Bakermat                                          | 2019        | Solo     | Fácil      | Moderada   | ♂                 |
| Believer                       | Imagine Dragons                                   | 2017        | Dúo      | Normal     | Intensa    | ♂/♂               |
| Black Mamba                    | aespa                                             | 2020        | Trio     | Extrema    | Intensa    | ♀/♀/♀             |
| BOOMBAYAH                      | BLACKPINK                                         | 2016        | Cuarteto | Extrema    | Intensa    | ♀/♀/♀/♀           |
| Boss Witch*                    | Doja Cat (Skarlett Klaw)                          | 2020        | Solo     | Normal     | Moderada   | ♀                 |
| Build A B****                  | Bella Poarch                                      | 2021        | Solo     | Fácil      | Moderada   | ♀                 |
| Buttons (NK) (I)               | The Pussycat Dolls ft. Snoop Dogg                 | 2006        | Trío     | Normal     | Moderada   | ♀/♀/♀             |
| Chacarrón                      | El Chombo                                         | 2006        | Solo     | Fácil      | Moderada   | ♂                 |
| Chandelier                     | Sia                                               | 2014        | Solo     | Normal     | Moderada   | ♀                 |
| China                          | Anuel AA, Daddy Yankee, Karol G, Ozuna & J Balvin | 2019        | Trío     | Normal     | Intensa    | ♀/♂/♂             |
| Don't Go Yet (I)               | Camila Cabello                                    | 2021        | Cuarteto | Normal     | Intensa    | ♀/♀/♂/♂           |
| Flash Pose                     | Pabllo Vittar ft. Charli XCX                      | 2019        | Trío     | Normal     | Moderada   | ♀/♀/♀             |
| Freed from Desire              | GALA                                              | 1996        | Solo     | Normal     | Moderada   | ♀                 |
| Funk                           | Meghan Trainor                                    | 2020        | Dúo      | Normal     | Moderada   | ♂/♂               |
| GIRL LIKE ME                   | Black Eyed Peas x Shakira                         | 2020        | Solo     | Difícil    | Moderada   | ♀-♂-♀             |
| good 4 u (I)                   | Olivia Rodrigo                                    | 2021        | Solo     | Normal     | Intensa    | ♀                 |
| Happier Than Ever              | Billie Eilish                                     | 2021        | Solo     | Normal     | Moderada   | ♀                 |
| Human                          | Sevdaliza                                         | 2017        | Solo     | Difícil    | Baja       | ♂                 |
| I'm Outta Love                 | Anastacia                                         | 2000        | Solo     | Fácil      | Moderada   | ♀                 |
| Jerusalema                     | Master KG ft. Nomcebo Zikode                      | 2019        | Cuarteto | Fácil      | Baja       | ♂/♂/♀/♂           |
| Jopping                        | SuperM                                            | 2019        | Trío     | Extrema    | Intensa    | ♂/♂/♂             |
| Judas                          | Lady Gaga                                         | 2011        | Solo     | Normal     | Baja       | ♀                 |
| Koi                            | Gen Hoshino                                       | 2016        | Trío     | Difícil    | Moderada   | ♀/♂/♀             |
| Last Friday Night (T.G.I.F.)   | Katy Perry                                        | 2010        | Solo     | Normal     | Moderada   | ♀                 |
| Level Up                       | Ciara                                             | 2018        | Trío     | Normal     | Intensa    | ♀/♀/♀             |
| Levitating                     | Dua Lipa                                          | 2020        | Solo     | Fácil      | Moderada   | ♀                 |
| Love Story (Taylor's Version)  | Taylor Swift                                      | 2008 (2021) | Duo      | Fácil      | Baja       | ♀/♂               |
| Mood                           | 24kGoldn ft. Iann Dior                            | 2020        | Dúo      | Fácil      | Moderada   | ♂/♂               |
| Mr. Blue Sky*                  | Electric Light Orchestra (The Sunlight Shakers)   | 1977        | Solo     | Fácil      | Moderada   | ♂                 |
| My Way (I)                     | Domino Saints                                     | 2021        | Cuarteto | Normal     | Moderada   | ♀/♂/♀/♂           |
| Nails, Hair, Hips, Heels       | Todrick Hall                                      | 2019        | Solo     | Normal     | Moderada   | ♂                 |
| POP/STARS                      | K/DA, Madison Beer & (G)I-DLE ft. Jaira Burns     | 2018        | Cuarteto | Extrema    | Intensa    | ♀/♀/♀/♀           |
| Poster Girl                    | Zara Larsson                                      | 2021        | Solo     | Normal     | Baja       | ♀                 |
| Princess                       | Jam Hsiao                                         | 2009        | Solo     | Normal     | Baja       | ♂                 |
| Rock Your Body                 | Justin Timberlake                                 | 2002        | Solo     | Normal     | Moderada   | ♂                 |
| Run the World (Girls)          | Beyoncé                                           | 2011        | Trío     | Difícil    | Moderada   | ♀/♀/♀             |
| Save Your Tears (Remix)        | The Weeknd & Ariana Grande                        | 2021        | Dúo      | Normal     | Moderada   | ♂/♀               |
| Smalltown Boy                  | Bronski Beat                                      | 1984        | Solo     | Normal     | Intensa    | ♂                 |
| Stop Drop Roll                 | Ayo & Teo                                         | 2021        | Cuarteto | Normal     | Baja       | ♀/♂/♀/♂           |
| Sua Cara                       | Major Lazer ft. Anitta & Pabllo Vittar            | 2017        | Solo     | Fácil      | Intensa    | ♂                 |
| Think About Things             | Daði Freyr                                        | 2020        | Solo     | Normal     | Moderada   | ♂                 |
| You Can Dance                  | Chilly Gonzalez                                   | 2010        | Solo     | Fácil      | Intensa    | ♂                 |
| You Make Me Feel (Mighty Real) | Sylvester                                         | 1978        | Solo     | Normal     | Moderada   | ♀                 |

- Un ´´(*)´´ indica que la canción es un cover de la original.
- Una (I) indica que la canción requiere una conexión a internet para ser jugable
- Una (NK) indica que la canción no está disponible en Corea Del Sur
- Una () indica que esta canción es exclusiva de Francia.
- Una () indica que esta canción es exclusiva de Japón.
- Una () indica que esta canción es exclusiva de los países del sudeste asiático como Indonesia, Malasia, Filipinas, Singapur y Tailandia, así como Hong Kong y Taiwán.

## Versiones Alternativas
Just Dance 2022 también se compone de rutinas alternativas de los sencillos principales, 13 son los sencillos que pertenecen a este modo de juego: 
| Canción                  | Artista                                           | Año  | Nombre                        | Modo | Dificultad | Intensidad | Bailarín(a/es/as) |
| ------------------------ | ------------------------------------------------- | ---- | ----------------------------- | ---- | ---------- | ---------- | ----------------- |
| Black Mamba              | aespa                                             | 2020 | Alternative Version           | Solo | Normal     | Moderada   | ♀                 |
| BOOMBAYAH                | BLACKPINK                                         | 2016 | Alternative Version           | Solo | Normal     | Moderada   | ♀                 |
| Buttons (I)              | The Pussycat Dolls ft. Snoop Dogg                 | 2006 | Night Version                 | Solo | Normal     | Baja       | ♀                 |
| Chandelier               | Sia                                               | 2014 | Contemporary Dance Version    | Solo | Normal     | Baja       | ♀                 |
| China                    | Anuel AA, Daddy Yankee, Karol G, Ozuna & J Balvin | 2019 | DJ Version                    | Dúo  | Fácil      | Baja       | ♀/♂               |
| Don't Go Yet (I)         | Camila Cabello                                    | 2021 | Alternative Version           | Solo | Normal     | Baja       | ♀                 |
| GIRL LIKE ME             | Black Eyed Peas x Shakira                         | 2020 | Extreme Version               | Solo | Extrema    | Moderada   | ♀                 |
| Jopping                  | SuperM                                            | 2019 | Alternative Version           | Solo | Normal     | Moderada   | ♂                 |
| Levitating               | Dua Lipa                                          | 2020 | Extreme Version               | Solo | Extrema    | Intensa    | ♂                 |
| Mood                     | 24kGoldn ft. Iann Dior                            | 2020 | Alternative Version           | Trio | Extrema    | Intensa    | ♀/♀/♀             |
| Nails, Hair, Hips, Heels | Todrick Hall                                      | 2019 | Official Choreography Version | Solo | Extrema    | Intensa    | ♂                 |
| Run the World (Girls)    | Beyoncé                                           | 2011 | Extreme Version               | Solo | Extrema    | Intensa    | ♀                 |
| Sua Cara                 | Major Lazer ft. Anitta & Pabllo Vittar            | 2017 | Limousine Version             | Dúo  | Fácil      | Baja       | ♀/♀               |

## Just Dance Unlimited
Al igual que sus predecesores Just Dance 2016, Just Dance 2017, Just Dance 2018, Just Dance 2019, Just Dance 2020 y Just Dance 2021, el juego ofrece este servicio de streaming como contenido adicional llamado Just Dance Unlimited, incluyendo antiguas como nuevas canciones e incluso versiones alternativas. Este servicio es exclusivo para quienes tengan suscripción en las consolas Nintendo Switch, PlayStation 4, PlayStation 5, Xbox One, Xbox Series X|S y el servicio de streaming Google Stadia. A continuación solo se detallan los sencillos exclusivos para este servicio.
| Canción                        | Artista                         | Año             | Modo            | Dificultad      | Intensidad      | Bailarín(a/es/as) | Fecha estreno         |
| World Tour 2022                | World Tour 2022                 | World Tour 2022 | World Tour 2022 | World Tour 2022 | World Tour 2022 | World Tour 2022   | World Tour 2022       |
| ------------------------------ | ------------------------------- | --------------- | --------------- | --------------- | --------------- | ----------------- | --------------------- |
| Koi                            | Gen Hoshino                     | 2016            | Trio            | Dificil         | Moderada        | ♀/♂/♀             | 13 de enero de 2022   |
| Level Up (VIP)                 | Ciara                           | 2018            | Solo            | Normal          | Intensa         | ♀                 | 13 de enero de 2022   |
| Shoutout                       | Lisa Pac                        | 2021            | Dúo             | Difícil         | Intenso         | ♂/♀               | 13 de enero de 2022   |
| À la Folie                     | Julien Granel & Lena Situations | 2021            | Solo            | Normal          | Moderada        | ♀                 | 20 de enero de 2022   |
| Waterval                       | K3                              | 2021            | Trio            | Normal          | Intensa         | ♀/♀/♀             | 27 de enero de 2022   |
| Princess (王妃) (JD2020CHN)    | Jam Hsiao                       | 2009            | Solo            | Normal          | Baja            | ♂                 | 3 de febrero de 2022  |
| Temporada 1: Astral            |                                 |                 |                 |                 |                 |                   |                       |
| Positions                      | Ariana Grande                   | 2020            | Cuarteto        | Difícil         | Moderada        | ♀/♀/♀/♀           | 17 de febrero de 2022 |
| MONTERO (Call Me By Your Name) | Lil Nas X                       | 2021            | Solo            | Normal          | Moderada        | ♂                 | 17 de marzo de 2022   |
| Kiss Me More                   | Doja Cat & SZA                  | 2021            | Dueto           | Normal          | Moderada        | ♀/♀               | 24 de marzo de 2022   |
| Follow the White Rabbit        | Madison Beer                    | 2021            | Solo            | Normal          | Baja            | ♀                 | 31 de marzo de 2022   |
| Temporada 2: Surreal           |                                 |                 |                 |                 |                 |                   |                       |
| Bad Habits                     | Ed Sheeran                      | 2021            | Solo            | Normal          | Intensa         | ♂                 | 2 de junio de 2022    |
| Daisy                          | Ashnikko                        | 2020            | Solo            | Fácil           | Moderada        | ♀                 | 30 de junio de 2022   |
| Malibu                         | Kim Petras                      | 2020            | Trío            | Normal          | Baja            | ♀/♀/♂             | 7 de julio de 2022    |
| Break My Heart                 | Dua Lipa                        | 2020            | Solo            | Normal          | Baja            | ♀                 | 12 de julio de 2022   |

- Un "(VIP)" indica que la canción es una versión VIP de la original.